# Vilém Kurz
Vilém Kurz,  né le 23 décembre 1872 à Deutschbrod et mort le 25 mai 1945 à Prague, est un pianiste et professeur tchécoslovaque.

## Biographie
Vilém Kurz est le fils de l'écrivain, homme politique et scientifique Vilém Kurz (1847–1902). Il a quatre frères cadets et une sœur. À treize ans il décide de sa carrière musicale.
Il reçoit des leçons de piano de Julius Höger en 1884–1886 puis, en leçons privées, entre 1886 et 1898 avec Jakub Virgil Holfeld. En outre, il a étudié de 1887 à 1888, la théorie et l'orgue à l'École d'orgue de Prague. En 1892, il passe son examen au Conservatoire de Prague. Il se produit en public pour la première fois en 1891 et ensuite en tournées notamment à Vienne et Berlin en tant que soliste et musicien de chambre, avec le Trio tchèque qu'il fonde avec Bohuslav Lhotský et Bedřich Váška (1897–1901). En 1895 il décroche le prix Rubinstein.
Il a exercé au Conservatoire de Lwów (1898–1919), transféré en 1915 à Vienne pendant la Première Guerre mondiale. À Lwów il est responsable des classes de piano. À Brno (1919–1920) et au Conservatoire de Prague dès 1920 détaché à Brno, puis à Prague en 1940. Entre 1936 et 1939, il est recteur du Conservatoire de Prague.
Ses méthodes d'enseignement étaient largement fondées sur celles de Teodor Leszetycki et ses élèves, qu'il a rencontré pendant le temps qu'il enseignait à Lwów, bien que n'ayant pas été son disciple direct. Plus tard, ses méthodes ont été développées par sa fille, elle aussi virtuose, Ilona Štěpánová-Kurzová.
Son épouse, Růžena Kurzová (1880–1938), était pianiste et professeur, élève d'Holfeld comme Kurz. Elle a contribué à la formation artistique de Rudolf Firkušný et Gideon Klein et aux ouvrages de son mari.
Il est enterré au Cimetière de Vyšehrad à Prague.

## Élèves

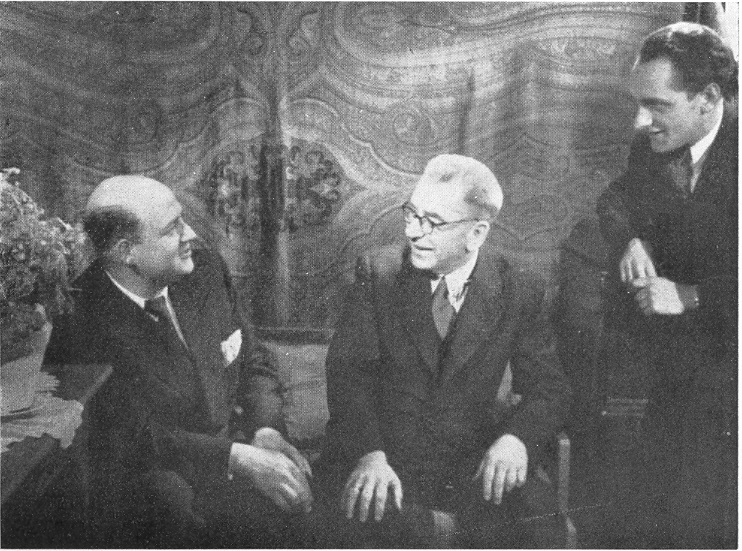
Zdeněk Jílek avec son professeur Vilém Kurz, au centre et František Maxián à gauche.

Il a durablement marqué l'école de piano tchèque par ses étudiants. Parmi ceux-ci :
- Ilona Štěpánová-Kurzová, sa fille
- Pavel Štěpán, son petit fils
- Eduard Steuermann
- Břetislav Bakala
- Rudolf Firkušný
- Stanislav Heller
- František Maxián
- Rafael Schächter
- Ilja Hurník, compositeur
- Gideon Klein, compositeur
- Zdeněk Jílek
- Matusja Blum

Citons aussi E. Horodyský, Hel. Lisicka, V. Barvińśkyj, Albert Tadlewski, Rud. Macudzinski, ital. Gennariová M. et B. Ducatiová, M. Lipovsek. 

## Concerto pour piano de Dvořák

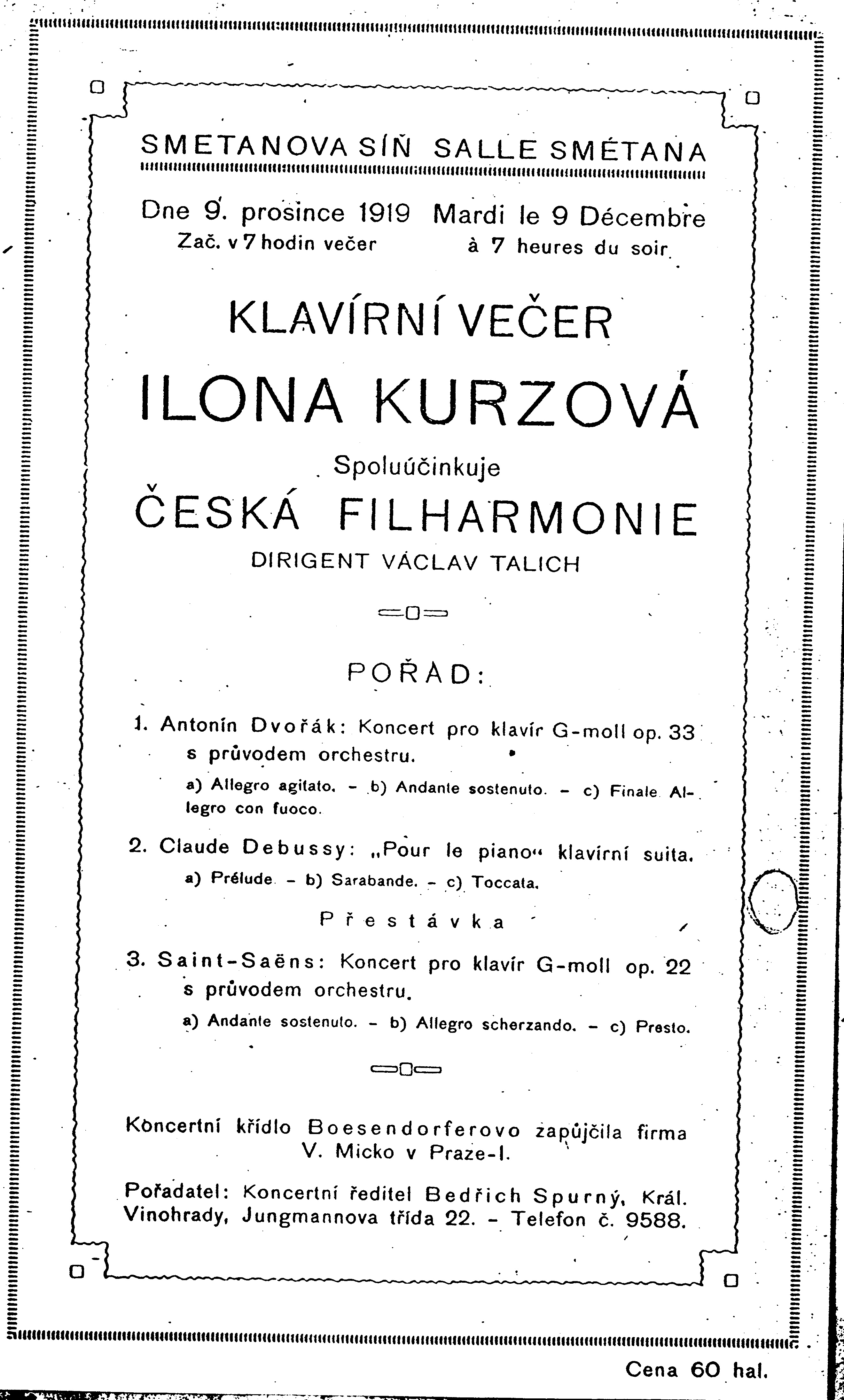
Programme de la création du Concerto de Dvořák retravaillé par Vilém Kurz, le 9 décembre 1919 par Ilona Kurzová, l'Orchestre philharmonique tchèque dirigé par Václav Talich.

Kurz est bien connu pour son travail sur la partie de piano du concerto pour piano en sol mineur, op. 33 d'Antonín Dvořák composé en 1876. Près d'une décennie après la création du concerto, l'œuvre a souffert de mépris de la critique et a été négligé. Une remarque commune depuis de longtemps a été que la partie de piano a été « écrit pour deux mains droites ».
Dans les années 1890, Kurz a entrepris une révision de la partie solo et c'est cette version qu'il fréquemment interprétée. Depuis, l'original et la version Kurz ont été imprimées ensemble dans l'édition critique d'Otakar Šourek de la partition, l'une sous l'autre, de sorte que le soliste peut choisir la version. La version Kurz est devenu une partie du répertoire standard de piano. Le matériel d'orchestre d'origine écrit par Dvořák est pas affecté par le choix du soliste. En 1919, Ilona Kurzová a créé cette version de la version de son père du concerto de Dvořák sous la direction de Václav Talich.
Supraphon, le label tchèque a édité la version d'Ivan Moravec jouant la version Kurz avec l'Orchestre philharmonique tchèque dirigée par Jiří Bělohlávek, mais aussi celle de Radoslav Kvapil avec l'Orchestre philharmonique de Brno conduit par František Jílek.

## Publications
- Études élémentaires, Bärenreiter Prague 2000
- Sonatina et ronda, Bärenreiter Prague 2000
- Technické základy klavirni hry [Techniques fondamentales du piano], Prague 1924, Prague 1966 IX. libération
- Les méthodes de piano, anciens et nouveaux, Brno 1922
- Procédure pour l'enseignement du piano, Brno, 1921. II. Ruzena, révision 1930